# Благовещенский инцидент
Благовещенский инцидент — вооруженное столкновение советских и японских войск в районе реки Амур, произошедшее 19 июня-2 июля 1937 года. Окончилось победой японских войск. Часть Советско-Японских пограничных конфликтов.

## Ход инцидента
19 июня на островах Сеннуха и Большой, расположенных юго-восточнее городов Благовещенска и Айхунь, к югу от середины главного фарватера реки Амур, высадились советские пограничники. Они изгнали находившихся там подданных Маньчжоу-го, а четыре дня спустя более десятка советских патрульных судов заблокировали проход для иностранных транспортов по ее главному фарватеру — северному рукаву Амура.
Тогда командующий Квантунской армией генерал Кэнкити Уэда отдал приказ своей 1-й дивизии о подготовке к вытеснению советских пограничников с островов. Пехотные, артиллерийские и инженерные части были развернуты у правого берега реки Амур, и в ответ на эти приготовления для контрудара с советской стороны сосредоточилась одна из трех стрелковых дивизий. Японцы высадились на островах 29 июня. При артобстреле они потопили советский бронекатер, повредили канонерку и другие суда, убив и ранив несколько краснофлотцев. Реагируя на этот демарш, 30 июня по южному рукаву Амура южнее острова Сеннуха проследовали на высокой скорости три советских патрульных катера. Но огнем японско-маньчжурской артиллерии один из советских катеров был потоплен, а другой получил повреждения.
2 июля 1937 года НКИД СССР выразил полное согласие на отвод пограничников с Константиновских островов, не отказываясь, однако, от формальных прав на них.